# Wywrotek
Wywrotek, wywrotki, wywracanka, wywrotka - obuwie szyte na lewą stronę, a następnie wywracane na prawą. Charakterystyczne zwłaszcza dla dawnego obuwia wykonywanego ręcznie.

## Średniowieczna technika wywrotkowa
Pierwszym etapem wykonania obuwia techniką wywrotkową było wycięcie (np. ze skóry) elementów składowych. Elementy wierzchu były zszywane na lewej stronie, wywracane na prawą i kształtowane na prawidle. 